# Kanji Kubomura
Kanji Kubomura (japanisch 久保村 寛 Kanji Kubomura; * 11. Mai 1943 in der Präfektur Gunma) ist ein ehemaliger japanischer Radrennfahrer.

## Sportliche Laufbahn
Kubomura war Bahnradsportler. Er war Teilnehmer der Olympischen Sommerspiele 1960 in Rom.
In der Mannschaftsverfolgung schied der japanische Vierer mit Tetsuo Ōsawa, Kanji Kubomura, Nobuhira Takanuki und Katsuya Saitō in der Qualifikation aus.